# Družba z neomejeno odgovornostjo
Družba z neomejeno odgovornostjo (d. n. o.) je družba po Zakonu o gospodarskih družbah (ZGD), ki jo ustanovita najmanj 2 fizični ali pravni osebi, ki za njene obveznosti odgovarjata subsidiarno in solidarno s svojim premoženjem. D. n. o. ima pravno subjektiviteto, ki jo pridobi na podlagi družbene pogodbe z vpisom v sodni register. Zaradi osebne odgovornosti družbenikov je primerna predvsem za manjša podjetja z manjšim tveganjem, npr. družinska podjetja. Osebna odgovornost družbenikov predstavlja tudi precejšnjo zanesljivost upnikom. D.n.o. je od vseh družb po ZGD najbližja civilnopravni družbi in se zato za razmerja med družbeniki subsidiarno uporabljajo določila Obligacijskega zakonika (OZ) o družbi.
Za ustanovitev je potrebna sklenitev družbene pogodbe, ki mora določiti ime in sedež, dejavnost, imena in prebivališča družbenikov, višino in vrsto dogovorjenih vložkov ter notranjo ureditev razmerij med družbeniki, in nato vpis v sodni register. Do vpisa družbe v register in s tem pridobitve pravne osebnosti veljajo določbe OZ o družbi. Za ustanovitev ni treba zagotoviti nobenih sredstev.
Na osnovi kapitalskega vložka pridobi družbenik svoj kapitalski delež, ki je osnova za udeležbo na dobičku in odločanje o družbinih zadevah. Družbeniki skupaj zastopajo družbo in vodijo njene posle, če se ne dogovorijo drugače. Zanje velja konkurenčna prepoved, kar pomeni, da ne smejo sodelovati v družbah (ali kot samostojni podjetnik), ki na trgu konkurirajo tej družbi.